# ديفيد ميدينا دياز دي لوبيز
ديفيد ميدينا دياز دي لوبيز (بالإسبانية: David Medina Díaz de López) هو لاعب كرة قدم إسباني في مركز الوسط، ولد في 25 يوليو 1982 في برشلونة في إسبانيا. لعب مع خيمناستيك طركونة وراسينغ فيرول ونادي أوسبيتاليت ونادي تينيريفي ونادي ريوس ديبورتيو ونادي ساباديل ونادي سيستاو ريفر.

## وصلات خارجية
- ديفيد ميدينا دياز دي لوبيز على موقع قاعدة بيانات كرة القدم.إي يو (الإنجليزية)
- ديفيد ميدينا دياز دي لوبيز على موقع Soccerway.com (الإنجليزية)
- ديفيد ميدينا دياز دي لوبيز على موقع AS.com (الإسبانية)